# Hutteriták

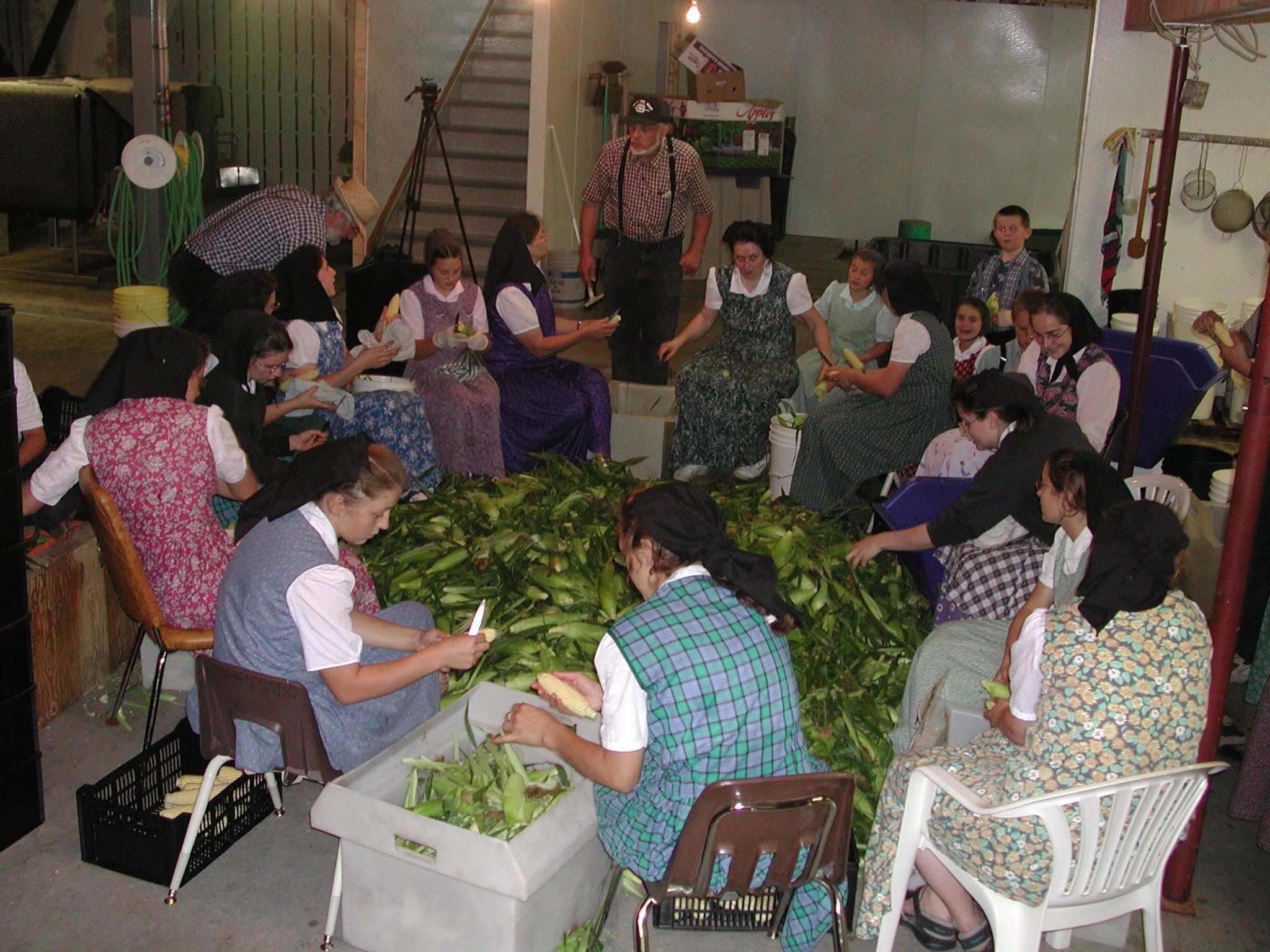
Hutterita nők

A hutteriták vagy hutteri testvérek, régi magyar nevükön habánok a protestantizmus egyik ágából, az anabaptizmusból keletkezett keresztény vallási csoport. Tagjai szigorúan szabályozott kommunisztikus közösségekben, teljes vagyonmegosztásban élnek. A 16-18. században Közép-Európában, így a Magyar Királyság és Erdély területén is éltek. A 18. században kivándoroltak Amerikába. Ma az Amerikai Egyesült Államokban és Kanadában találhatóak meg többezres közösségeik (összlétszámuk 2016-ban kb. 45 ezer volt), amelyek a többi anabaptista csoporthoz (amishok, mennoniták) hasonlóan a modern életmódot teljes mértékben elutasítják. A hutteriták a német nyelv egy archaikus nyelvjárását beszélik (Amerikában → pennsylvaniai német nyelv).

## Történetük

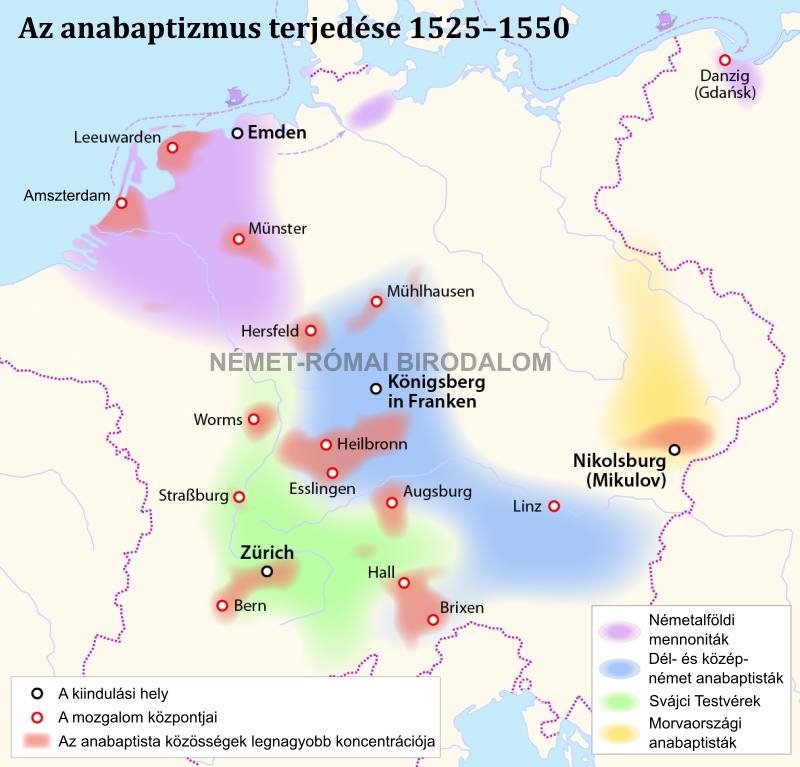
A kora újkori anabaptizmus terjedése 1525-1550 között
„Svájci Testvérek”
Németalföldi mennoniták
Dél- és közép-német anabaptisták
Morvaországi anabaptisták

### Az első anabaptisták Közép-Európában
A svájci üldöztetéseik elől (→ Svájci Testvérek) már a mozgalom „hivatalos megszületése” előtt megindult az anabaptisták kivándorlása.
Jakob Hutter a Schleitheimi hitvallomás alapján 1527-től létrehozta Tirolban a nevéről elnevezett hutterita kolóniákat.
Wiedemann Jákób, valamint Hut János és barátai vezetése alatt egy mintegy 200 felnőttből álló csoport a feltétel nélküli fegyvertelenség és az őskeresztények szelleme és példája alapján álló vagyonközösség mellett döntött. Elképzelésük megvalósításához egy új közösséget kellett alapítaniuk. Végül 1528-ban a morvaországi Nikolsburg (Mikulov) mellett, a Kaunitz család birtokán találtak menedéket. Vándorlásuk során egy éjszaka, mielőtt új lakóhelyüket elérték volna, vezetőjük Wiedemann Jákób támogatására négy megbízható embert választottak (közöttük volt Maendl Jákób is, aki korábban az egyik nagyobb nikolsburgi birtok számtartója volt), és ott egy földre terített kabátra mindenki kirakta mindenét – ezzel megalapították első teljes vagyonközösségüket és ezután a város vagy falu népétől elkülönülve, zárt közösségekben éltek.

### Hutter és a morvaországi közösségek
A tiroli Hutter Jákób (Jakob Hutter) 1533-ban tűnt fel Morvaországban és számosan csatlakoztak az általa szervezett szigorú fegyelemben élő „házakhoz” az egész német nyelvterületről, parasztok, iparosok, mesteremberek, értelmiségiek, írástudók. Legtöbbjük Hutter Jákóbot ismerték el legfőbb vezetőjüknek és ezért nevezik őket hutteritáknak vagy hutteri testvéreknek. A legkorábbi időktől kezdve gondosan pontos krónikát vezettek, és e kódexeknek köszönhetően történetük jól ismert.
Miután 1535-ben az anabaptisták egyik „fészke”, a Leideni János vezette Münster elesett, hívei szétszéledtek Európában. Ezek az újabb anabaptista csoportok innen szivárogtak be Morvaországba, illetve Magyarországra, a Zrínyiek, Batthyányiak, Esterházyak birtokaira.
Huttert hamarosan elfogták és 1536. február 25-én Innsbruckban máglyahalálra ítélték és megégették.

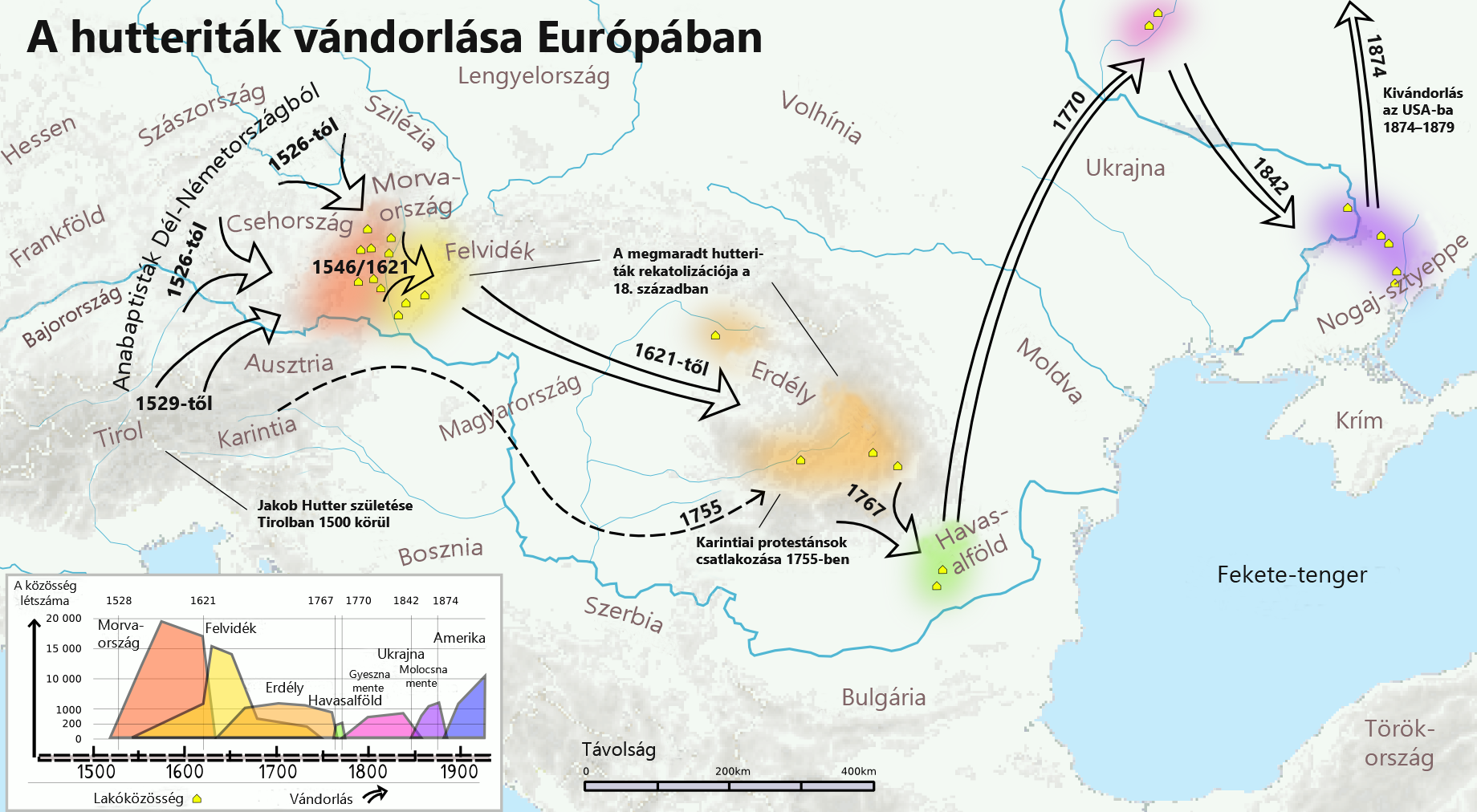
A hutteriták vándorlása Európában

### A hutteriták Magyarországon
Hutter halála után az 1540-es években sokan átköltöztek a Morva folyó túlsó partjára, a királyi Magyarország területére. 1546-ban csoportjaik a Felvidéken, majd Nyugat-Magyarországon telepedtek le és életmódjuk miatt kezdettől fogva üldözték őket. Nagylévárdon ma is áll az 1602-ben épült emeletes házuk. A ház hatalmas tetőterében kétoldalt sorakoztak a házaspárok hálókamrái, alatta voltak a közös helyiségek: konyha, ebédlő, különböző műhelyek, a gyermekek számára bölcsődeszerű helyiség, iskola. Hasonló „habán udvar” épült Ószombaton és több mint 80 más településen is mintegy 17 000-es (egyes becslések szerint pedig 70 000-es (!)) létszámmal. Az őskeresztények példájára vagyonközösségben éltek. Sok házukban több mint ezer ember élt együtt szigorú fegyelemben, de létszámuk csaknem mindegyikben 500 fölött volt. Több mint harmincféle mesterséget űztek, voltak köztük takácsok, posztósok, kalaposok, híresek voltak a habán késesek, értettek a földműveléshez, szőlőmunkához, éghetetlen szalmatetőt raktak. Orvosok voltak köztük, bábák, az asszonyok jól beváltak szoptatós dajkának. Bármi munkát is végeztek, azt a legmagasabb színvonalon csinálták, szemmel láthatóan jobban, mint szomszédaik. Már kezdetben voltak fazekasok köztük, akik a 16. század végétől az ónmázas fehér edény, a fajanszkerámia készítéséhez is értettek, titkát akkoriban Európa e tájékán egyedül ők tudták. Minthogy Itáliában Faenza az „eretnek” anabaptista mozgalmak fészke volt, valószínű, hogy az onnan 1577 után elmenekült mesterek honosították meg közöttük ezt a technikát.

### A „habánok” virágkora

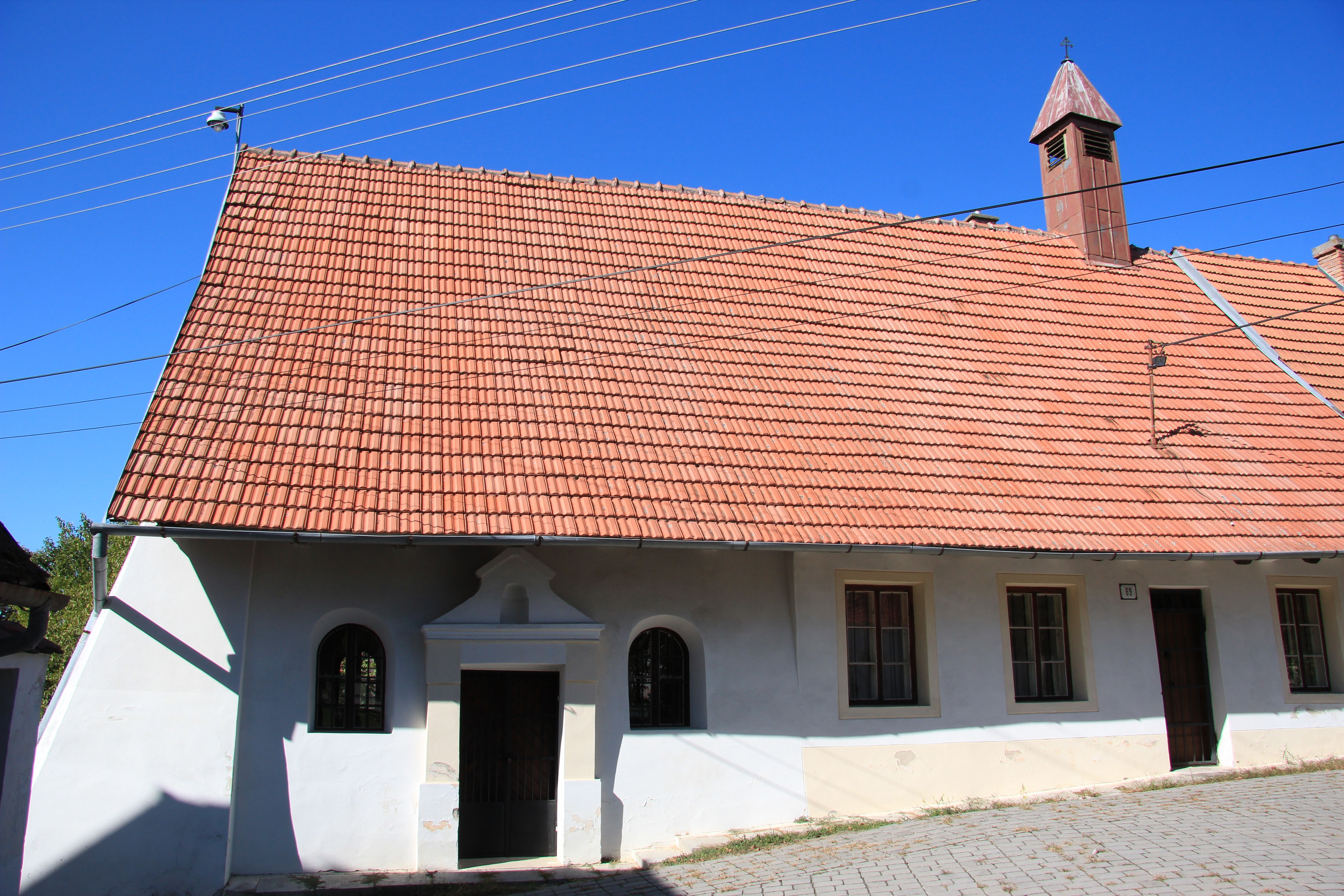
A habánok imaháza a szlovákiai Nagylévárdon. Ma műemlék (Veľké Leváre 69.)

Amikor a hutteritáknak 1621-ben a morvaországi Nikolsburgból távozniuk kellett, a menekülő csoportjaik Nyugat-Magyarországra, Erdélybe, illetve a dél-lengyelországi Holics (Galícia) környékére vándoroltak. Erdélyben a vallási türelem egyik nagy híve, Bethlen Gábor fejedelem 1621-ben fejedelmi menlevéllel telepítette le a hutteritákat Alvincra, Gyulafehérvár mellé. A fejedelem felesége, Károlyi Zsuzsanna meglátogatta őket, és szorgalmuk és keresztény életük annyira elnyerték tetszését, hogy különböző kiváltságokat eszközölt ki számukra.
A környező németajkú lakosság gondos háztartásuk miatt a német Haushaben („háztartás”) szó után habánoknak nevezte el őket, ami azután a magyarok között is elterjedt a hutteriták megnevezésére. A habánok hozzájárultak Erdély iparának felvirágzásához és komoly művészi értéket képviselő kerámiáikról is híressé váltak. Míg az ólommázas kerámiákat akkoriban már céhek keretében készítették, a fajanszhoz csaknem kizárólag a habánok értettek. I. Rákóczi György 1645-ben Sárospatakra telepített habánokat. A Magyarországot újraegyesítő Habsburgok alatt a háborús kegyetlenkedések, a terjedő nyomor és pestis pusztítása 1685 után a klasszikus habán korszak végét hozta.

### Kiűzésük a Habsburg-kori Magyarországról
Az anabaptista közösségek Mária Terézia uralkodása idején szűntek meg Magyarországon. Amire a katolikus egyház más országokban sikertelenül törekedett, azt a Habsburg Birodalom erőszakkal nagymértékben elérte. A hutteriták egy része kényszerből katolizált, más részük Oroszországba menekült, majd onnan sokan Észak-Amerikába vándoroltak ki. Követőik ma is nagy számban élnek az Egyesült Államokban és Kanadában, a tiroli német nyelvjárás késői változatát beszélve.

## A régi hutterita kultúra

### Hitük
A hutteriták szentháromság-hívők voltak, azaz hittek a Szentháromság tanában, a Teremtő Atyában, a Megváltó Fiúban és az Éltető Szentlélekben, e három egységében. Jézust csak embernek tekintették és írásaik, tanításaik szerint Krisztus a testét nem az égből hozta, hanem Máriától kapta. Jézus, aki áldozati bárányként meghalt a világ bűneiért és Krisztussá lett, az Ő megváltó munkája következtében az eredendő bűn a gyermekekre nem születésük következtében, hanem csak a testi halál és a rosszra való hajlam formájában öröklődik át. Az államhatalom, mint „az Istentől adatott rend”, a hutterita testvérek számára csupán Isten haragjának kinyilvánítását jelenti (Sámuel első könyve, 8:11-18 szerint), de a közösség sohasem tekintette Isten véres ítéletét Isten saját tulajdonságának, hanem csak szerető szívét, Jézus Krisztus teljes szeretetét és a Szentlélek tiszta, szellemi-lelki fegyelmét fogadták el. Így vált számukra a teljes közösségi élet a „végső idők bárkájává”. A közelgő utolsó ítélet várásának a hutteriták számára különös jelentősége volt. Minden igyekezetük arra irányult, hogy az őskeresztény vagyonközösséget a lehető legtökéletesebben másolják le a Szentlélek irányításával.

### Életmódjuk
Közösségüket Krisztus Testének tartván, az egymás közötti kapcsolataikat az ebbe a testbe való beilleszkedés vágya vezette. Ennek megfelelően a közösség valamennyi tagja számára szigorú szabályok által meghatározott rugalmas munkamegosztást vezettek be, amelyhez minden tag oly módon alkalmazkodott, hogy ő a „Krisztus Testébe” a lehető legtökéletesebben illeszkedjen be. A munka felosztása nemcsak a termelésre terjedt ki, hanem a házi munkákra és a családi életre is. A közösségi nevelés a legkisebb gyermekek nevelésétől egészen azok teljes munkavégző képességének eléréséig tartott. A szülők ugyanabban az intenzív közösségi életben éltek, amelyben gyermekeiket is nevelték, ezért szóba sem jött a családi élet megszüntetése. De azok az anyák, akik különleges alkalmasságuk és képességük miatt óvónőként, tanítónőként nem kerültek a gyerekek közé, felszabadultak a közösség számára végzendő egyéb munkára.
Az idősebb gyermekeket német nyelven tanították írni, olvasni és számolni, de oktatásuk központja a közösség vallási hittartalmainak megismerése, hittana és az imádkozás volt. A hutteriták 1568-as német nyelvű iskolarendszere az egyik legrégebbinek tekinthető. Nagy súlyt helyeztek a diákok egészségére is és iskoláik Európában az elsők voltak, amelyekben tudományos módszereket alkalmaztak a fertőző gyermekbetegségek terjedésének megakadályozására. Még a tanulmányok befejezése előtt, a nagyobb gyerekeket szakmai kiképzésben részesítették, amelyen minden fiúnak és lánynak részt kellett vennie. Így magyarázható, hogy a kézművesség olyan nagy mértékben virágzott és hogy a hutterita közösségek termékeit megbízhatóságuk és minőségük miatt mindenütt keresték és hírnévre tettek szert. Minden ipari szakmájukat az írásművészethez hasonlóan művészi színvonalon művelték.

### Gazdasági élet
A hutterita gazdasági életben nagy teret kapott a mezőgazdaság, amely a mindennapi élet szükségleteiről gondoskodott, de sok ipari tevékenység számára is szállított nyersanyagot: így a malmoknak, sörfőzdéknek, cserzőműhelyeknek, fonodáknak, és szövödéknek, pékségeknek, szíjgyártó műhelyeknek, cipészségeknek és szabóságoknak. Fejlettek voltak a kovács-, az asztalos-, a fazekasműhelyeik és az építőiparuk is. A nyersanyagok és a késztermékek kereskedelme a különleges megbízással ellátott beszerzőik és eladóik kezében volt, akiknek arra is figyelniük kellett, hogy csak a legjobb árukat hozzák vagy vigyék. Minden kézművesség számára szabályokat alkottak, amelyeket a mindenkori tapasztalatok alapján kiegészítettek. Fegyverek-, hadieszközök készítésében még közvetetten sem vettek részt és finoman szőtt ruhaanyagjaikból kifejezetten egyszerű, mindenféle díszítésektől mentes ruhákat készítettek és viseltek.
A házi uradalmak valamennyi lakója igényét a közös pénztárból fedezték, amelybe az összes bevétel befolyt. A lakók szorgalma és az általánosan bevezetett takarékosság a hutteri házi uradalmak második generációja számára növekvő jólétet eredményezett, amely felkeltette az őslakosság irigységét és vallási nézeteik miatt ellenségeskedések alapjául szolgált.

### Közösség
A hutteri közösség teljes életét átitatta hitük szelleme. Legmagasztosabb céljuk az egyéneknek is, a közösségeknek is olyan közösségi élet volt, amelyben Isten is jelen van. Ezért kerültek minden olyan cselekedetet, amely életük ezen értelmének ellentmondott. Hogy milyen erősen élt bennük az, hogy Jézus parancsait szelleme szerint és a hit szeretetében teljesítsék, bizonyítják azon mártírok ezrei, akik soraikból hitük kedvéért a halált választották. Ezt igazolja a közösségi tulajdon feláldozása is, amikor államhatalmak nyomást gyakoroltak lelkiismeretükre és inkább vándoroltak országról országra mintsem hogy tanításaikból valamit is feladjanak a hatalom változó követelései szerint. Érdemes megjegyezni, hogy vándorlásaik során mindig képesek voltak újraépíteni minden tekintetben sikeres közösségeiket. Rövid idő alatt mindig jóléthez jutottak. Ez a második és harmadik generációban gyakran a lelki életük elsorvadásával járt. Így üldöztetésük miatti vándorlásaikat úgy is lehet értékelni, hogy azok éppen a közösségeik fennmaradását segítették.

## A mai amerikai hutteriták
A mai észak-amerikai hutterita testvérközösségek élén egy vagy két lelkész, valamint a gazdaság vezetője áll, akiket tisztségükre (hivatalukra) a választásra jogosult férfiak választanak meg és ezt szokás szerint életük végéig betöltik. Tanácsadóként rendelkezésükre áll egy kb. öt idősebb tagot számláló testület. A közösségi munkák vezetése a gazdasági vezető feladata, ebben segít neki a munkamegosztó és a házvezetőnő. Ő vezeti a pénztárt és kezeli a készleteket. Hozzá tartoznak és neki tartoznak felelősséggel az egyes osztályok vezetői. A tényleges döntések végrehajtásához, mint például egy testvérközösség feloszlatása, vagy egy új közösség létrehozása, teljes egyetértés szükséges.
A gazdasági vezető kivételével a testvérközösségen belül senkinek sincs pénze. Az egyének igényeit a közös pénztárból fedezik. Senkinek sincs személyi tulajdona. Aki belép a közösségbe, mindenét, amivel rendelkezik, átruházza a közösségre és azt nem követelheti vissza, ha ki akar lépni. Az egyes testvérközösségek egymástól függetlenek. A vagyonközösség bizonyos fokig ugyanazon testvérközösség tagjaira korlátozódik. Egy másik testvérközösség nem részesedik annak tulajdonából. Amennyiben egy testvérközösség egy másikkal árucserét folytat, akkor a kiegyenlítéshez gyakran pénzt használnak fel. Ha egy testvérközösség (és ez gyakran megtörténik) egy másiknak anyagi segítséget nyújt, akkor ezt ajándékozásnak tekintik. A takarékosság többnyire a meglévő testvérközösség bővítését vagy egy új kialakítását szolgálja.
Hitük még ma is tiltja a születések számának és rendjének befolyásolását illető mindenféle mesterséges beavatkozást. Asszonyaik, a róluk gyűjtött adatok szerint átlagosan 10,4 gyermeket szülnek (a magyar átlag 1990-ben 1,7 volt). Ez a viszonylag kis csoport nemcsak a gyermekvállalás tekintetében utasít el minden, világnézetével ellenkező hozzáállást és magatartást, hanem a más típusú csoportokkal való érintkezést is. Közösségeik a modern világban a hagyományos életmód egy kis rezervátumának tekinthetők.
Annak ellenére, hogy az egyes testvérközösségek egymástól függetlenek, a vallási kérdésekben és a gyakorlati munkában mégis szorosan együttműködnek. A különböző testvérközösségek bizonyos időszakonként konferenciát tartanak, amelyen képviselőik megbeszélik és megvitatják közösségi ügyeiket és vallási kérdésekről tárgyalnak. A döntések valamennyiük számára kötelezőek. A 16. századbeli őseik meggyőződésétől a hutteri testvérek nem tértek el. A világtörténelemben ezidáig egyedülálló példával szolgálnak arra, hogy egy családi alapokon felépített keresztény-kommunisztikus közösség négy évszázadon keresztül is fennmaradhat. Ezt bizonyítja az, ahogyan az üldöztetés idejében a legnehezebb helyzeteket is átvészelték, ahogyan hitük kedvéért feláldozták életüket és vagyonukat. Ez a hősiesség csak kevés vallási közösségre jellemző.